# Museo de Bellas Artes de Caracas
El Museo de Bellas Artes de Caracas es el museo de artes plásticas más antiguo y uno de los más importantes de Venezuela. Está ubicado en la Plaza de los Museos entre el Parque Los Caobos y en el sector conocido como Bellas Artes, administrativamente hace parte de la Parroquia San Agustín en el Municipio Libertador.  
Su fundación data de 1918. Las dos estructuras que albergan al museo fueron diseñadas por el arquitecto Carlos Raúl Villanueva. En este espacio la Cinemateca Nacional dispone de una sala de exhibición. 

## Historia

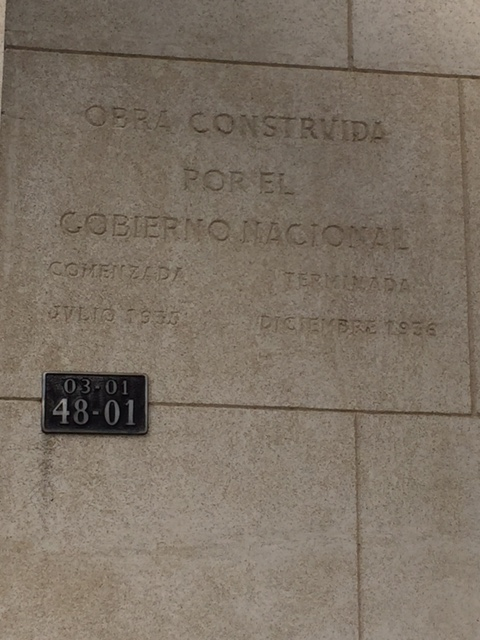
Inscripción con la fecha de construcción del Complejo Neoclásico del MBA.

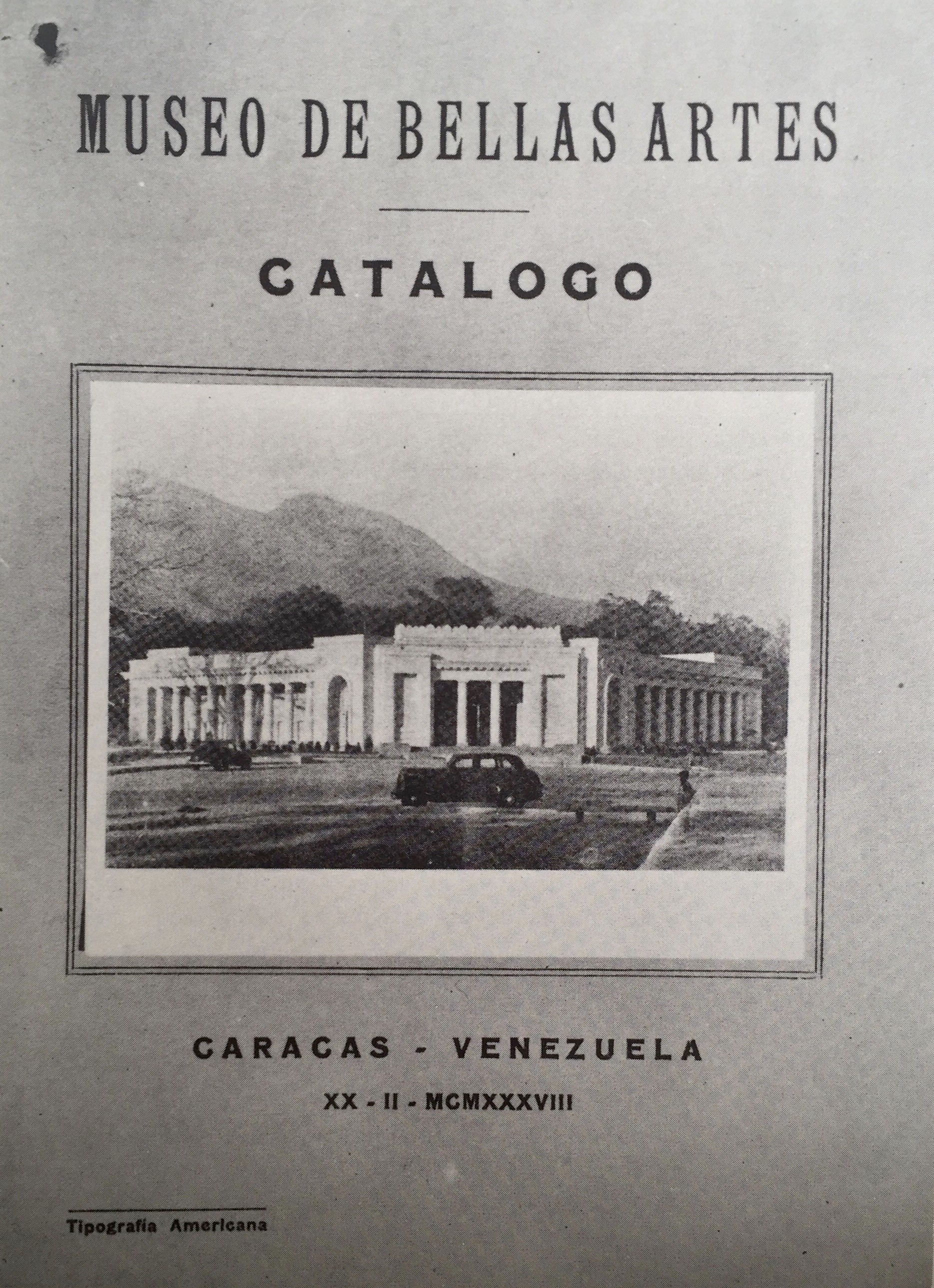
Primer catálogo del MBA (1938).

El Museo de Bellas Artes de Caracas fue creado en 1917 mediante decreto del entonces el presidente de la república encargado, Victorino Márquez Bustillos. Su ubicación inicial estuvo en un espacio de la sede de la Academia Nacional de Bellas Artes (actual Escuela de Música José Ángel Lamas). El 20 de febrero de 1938, el presidente Eleazar López Contreras, inauguró su sede propia, un edificio de estilo neoclásico diseñado por el arquitecto Carlos Raúl Villanueva, situado en el Parque Los Caobos. El mismo fue sometido a una ampliación en 1953, que implicó el crecimiento de la planta hacia la parte trasera. Allí funcionó hasta el año 1976, cuando se crea la Galería de Arte Nacional, razón por la cual el museo trasladado a una nueva edificación de arquitectura brutalista ubicada en la parte posterior del complejo neoclásico, obra también de Villanueva.

### Complejo neoclásico
En el Museo de Bellas Artes, Villanueva articula orgánicamente los diferentes espacios; establece una rítmica interrelación entre las salas de exhibición y el patio central, en torno al cual distribuye corredores que además de crear un ambiente propicio para la expansión y el descanso del público, facilitan su circulación, así como también las labores de montaje de las exposiciones. La continuidad manifiesta en el diseño de las salas posibilita el recorrido lógico y fluido del visitante, quien encuentra en la variedad, tranquilidad y neutralidad de sus espacios un contexto idóneo, que estimula la correcta observación y propicia la concentración. 
Del mismo modo, la diversidad dimensional que define estos espacios, en los que las salas varían sus tamaños o la altura de sus techos, los hace sumamente flexibles para el montaje de las exposiciones. Posibilita tanto la creación de ambientes íntimos, apropiados para la exhibición de dibujos fotografía y artes gráficas, como de ambientes amplios, adecuados para la instalación de pinturas y esculturas de mayores proporciones. Por otra parte, la utilización que ha hecho el arquitecto del factor luz, al aprovechar la iluminación natural proveniente del patio central y la luz cenital difundida por las claraboyas, deviene la explotación expresiva de los contrastes lumínicos característicos del clima tropical, lo que en días claros hace prácticamente innecesario el uso de lámparas y contribuye a integrar al ambiente pinturas y esculturas. Otro aspecto del edificio lo constituye su sistema de ventilación, el que, al igual que en la mayoría de las construcciones de Villanueva, provee las salas de aire fresco, procedente de las claraboyas, los corredores y los patios.
Las zonas intermedias de descanso visual, restablecen el contacto del público con la naturaleza e invitan a la conversación.

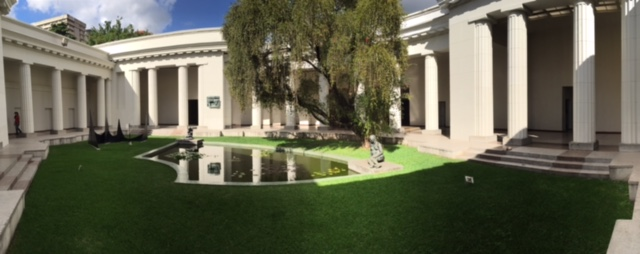
Patio Central del Complejo Neoclásico.

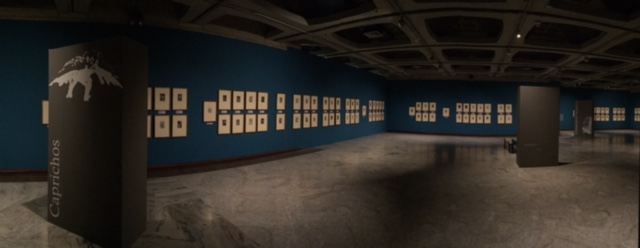
Exposición Goya: La mirada inconforme, en el Complejo Moderno.

### Complejo moderno

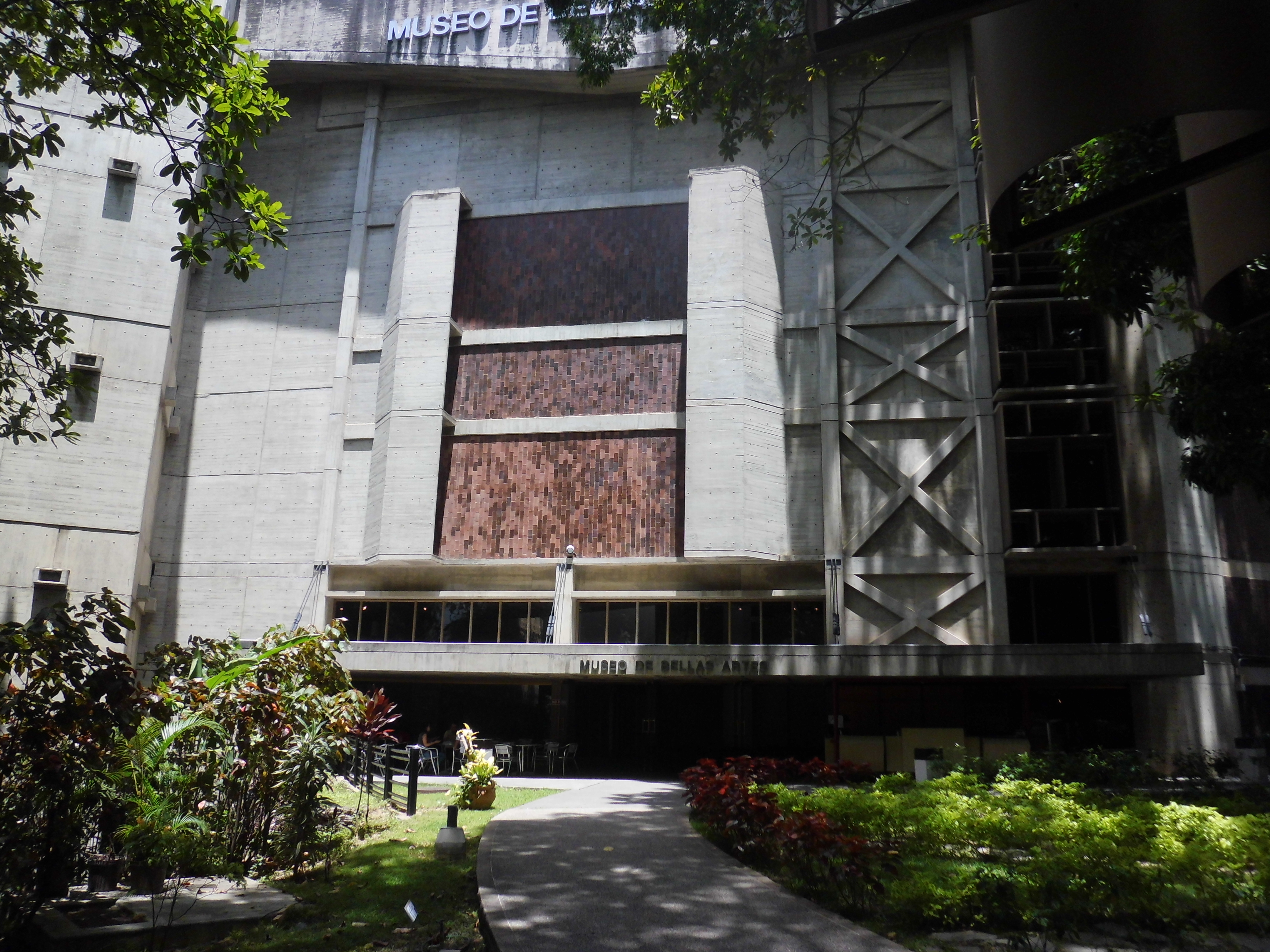
Exterior del complejo moderno del MBA.

Mientras que Villanueva había concebido la sede original del museo en un estilo historicista, evocativo de la arquitectura grecorromana, para su ampliación diseña un edificio de líneas depuradas, fachadas planas y corte sintéticamente geométrico. La ausencia de ornamento es llenada por la expresividad que producen el contraste cromático y textural de los materiales y la contundencia de los volúmenes, reafirmados por efecto de la iluminación solar. La funcionalidad como principio que anima esta obra, se evidencia fundamentalmente en la elección de los materiales empleados, principalmente hormigón prefabricado y en el vidrio, los cuales brindan posibilidades constructivas idóneas para la realización de espacios destinados al museo. 
En la estructuración de las salas el hormigón permite la creación de espacios amplísimos, exentos de columnas que pudiesen dificultar tanto la visibilidad como la flexibilidad necesaria para el montaje de las exposiciones. El vidrio, en forma de grandes ventanales abiertos hacia el parque colindante, establece la comunicación del espectador con la naturaleza, anulando además la sensación de encierro característica de las edificaciones para museo. Por otra parte, Villanueva de nuevo logra dotar las salas de exposición con la continuidad y coherencia necesarias para la sugerencia de recorridos correctos en el público, lo que obtiene mediante la disposición de una sala por piso. Articula el conjunto total de ellas a través de rampas peatonales, efectivas áreas de circulación que complementan la operabilidad de los ascensores. Integrado a la naturaleza y adaptado al modelado del sitio, el edificio cuenta con terrazas y áreas transformables para diversos usos. En su planta baja cuenta con unos jardines en los que se exhiben esculturas, mientras estimulan en el visitante la expansión y el intercambio social.
Entre los directores del MBA se encuentran: Armando Barrios (1956-1958), Miguel Arroyo (1959-1976), Carlos Silva, (1979-1984), Oswaldo Trejo (1984-1989), María Elena Ramos (1989-2001), Armando Gagliardi (2001).

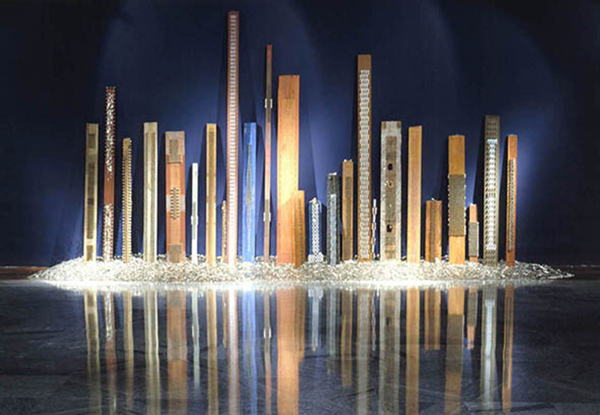
Exposición Identidad Milton Becerra Museo de Bellas Artes de Caracas Raspadores de monedas Caracas, 1996-97.

## La colección

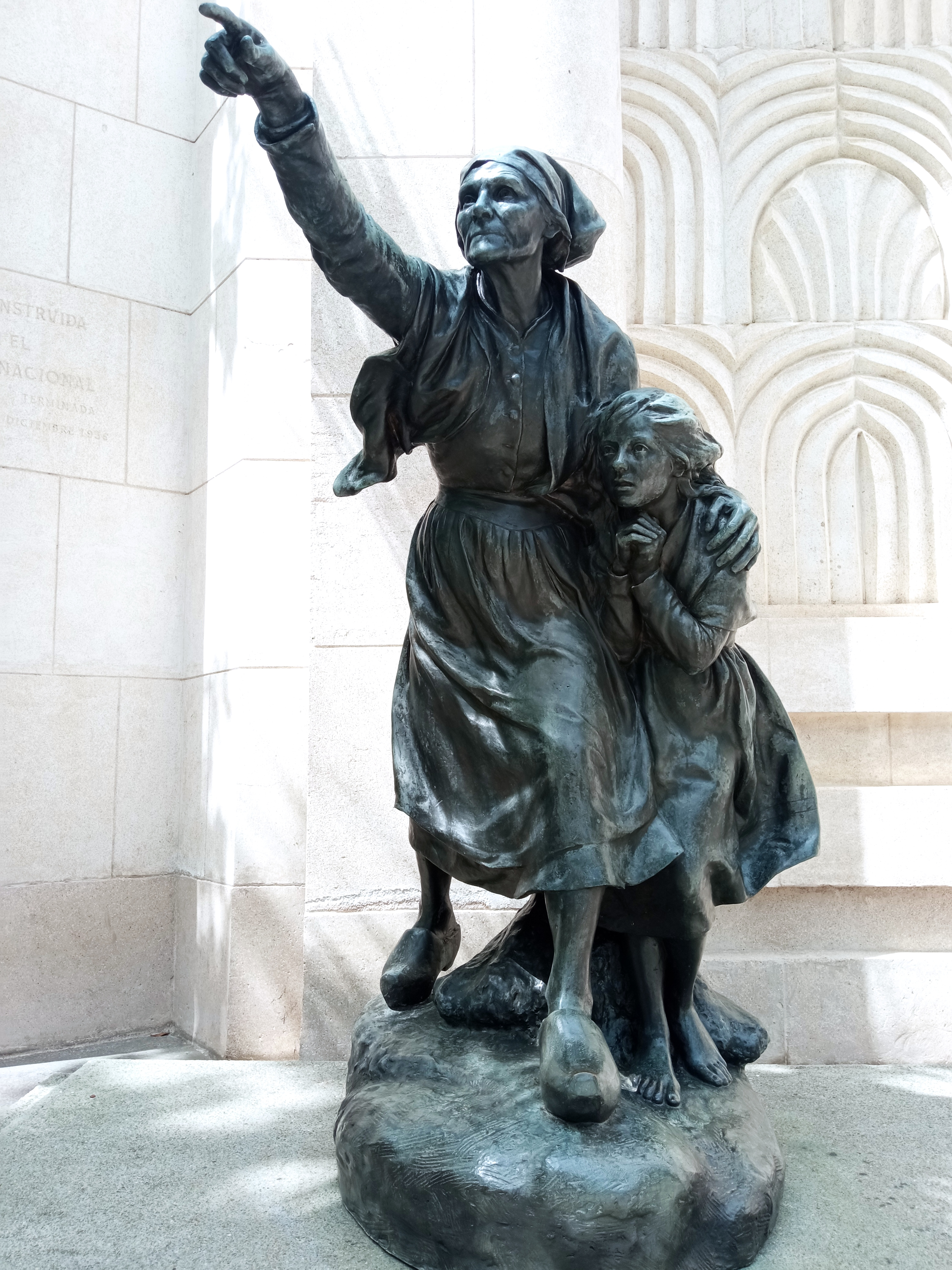
La tempestad (1914), de Lorenzo González, es una de las obras más representativas del museo.

El Museo de Bellas Artes resguarda una amplia colección de obras representativas de culturas milenarias y de variadas expresiones
artísticas, desde épocas pasadas hasta las más contemporáneas. Este museo empezó a reunir esta importante colección desde 1917,
incrementándose a través de donaciones y adquisiciones. Actualmente cuenta con 5638 obras, distribuidas en nueve colecciones:
- Colección de arte egipcio
- Colección de cerámica china y europea
- Colección cubista
- Colección de arte europeo, medieval y moderno.
- Colección de arte hispanoamericano del siglo XX.
- Colección de arte contemporáneo europeo y norteamericano.
- Colección de grabado venezolano, europeo y americano.
- Colección de dibujo venezolano, europeo y americano.
- Colección de fotografía venezolana y artes aplicadas.

Aparte de las exhibiciones permanentes y temporales también presta servicios de videoteca, centro de documentación, gabinete de fotografía, estampa y diseño, biblioteca especializada, tienda y talleres educativos.
Algunas de las obras emblemáticas de este museo son La Ciudad de Alexander Calder; Cubo de Nylon de Jesús Soto y Estructura solar de Alejandro Otero, sin olvidar la colección de arte egipcio comprada al Museo Metropolitano de Arte de Nueva York.
Otras obras emblemáticas incluyen los grabados de Francisco de Goya. 

### Colección de arte egipcio
La Colección de Arte Egipcio se compone de 45 piezas, compradas en 1958 al Museo Metropolitano de Arte de Nueva York. De las 45, ninguna de ellas están expuestas al público y se espera la realización de un proyecto que tiene varios años detenido. En 1991, durante la visita a Venezuela de Stephen Quirke, curador del Departamento de Antigüedades Egipcias del Museo Británico, la colección cobró importancia al manifestar este su interés por piezas de gran valor histórico por no ser muy frecuentes de encontrar. Además que, en conjunto, abarcan gran parte de la historia del Antiguo Egipto.
Esta exposición se debería de encontrar ubicada en las rampas del museo para darle cierta asociación a los antiguos pasajes de los templos y pirámides. Se encuentra dividida en cuatro niveles. Comienza en el cuarto piso y va en descenso desde los tiempos más antiguos hasta los más modernos, dentro de los límites de la cronología faraónica.
Imperio Antiguo
- Fragmento de Relieve con figura de Horus (Dinastía IV) / Ca 2613 - 2494 a. C.

Primer Período Intermedio
- Portador de Ofrendas (Dinastía) / Ca 2053 - 1830 a. C.

Imperio Medio (Temprano)
- Fragmento de Relieve de la capilla de la princesa Henhenet (Dinastía XI) / Piedra Caliza / Ca 2055 - 2004 a. C.
- Fragmento de Relieve de la tumba de Daguir Visir (Dinastía XI) / Piedra Caliza / Ca 2055 - 2004 a. C.
- Fragmento de Relieve de figura de portador de ofrendas (Dinastía XIX) / Madera Policromada / Ca 1963 - 1940 a. C.
- Fragmento de Relieve con figura de Marynebele (Dinastía XIX) / Ca 1983 - 1933 a. C.

Imperio Medio (Tardío)
- Fragmento de estatua de Khnumefer (Dinastía XII) / Piedra Caliza / Ca 1800 a. C.
- Fragmento de estatua del hijo de Nebit (Dinastía XII) / Ca 1900 - 1700 a. C.

Segundo Período Intermedio
- Fragmento de relieve de Kheporkike / Ca 1965 - 1030 a. C.

Imperio Nuevo
- Fragmento de Nicho con relieve de Sebti (Dinastía XVIII) / Ca 1550 - 1552 a. C.
- Escultura de Samut (Dinastía XVIII) / Ca 1550 - 1352 a. C.
- Escultura de Shabti (Dinastía XIX a XX) / Ca 1295 - 1069 a. C.

Período helenístico
- Cabeza de estatuilla de Osiris (Dinastía XXVI) / Ca 164 - 100 a. C.
- Estela  de Taheter (Dinastía ptolemaica) / Piedra Arenisca / Ca 305 - 30 a. C.
- Shabti (Dinastía ptolemaica) / Ca 305 - 30 a. C.

A las piezas expuestas se les retira el polvo que entra a través de los delgados espacios entre los vidrios que forman la vitrina solamente cuando es necesario para no deteriorarlas. Entre los nuevos proyectos que están a la espera por razones económicas se encuentra el cambio de la iluminación, el de los vidrios de las vitrinas para darle más seguridad y la adición de otro nivel que contendrá las 15 piezas que no se han observado aún.

### Colección cubista
Esta colección explora la llegada del movimiento, su evolución y su influencia a las generaciones artísticas posteriores. El recorrido inicia a finales del siglo XIX y termina en las vanguardias modernas. Resaltan bodegones, desnudos femeninos, rostros de ambos sexos y paisajes muy frondosos. 
Esta colección explora la llegada del movimiento, su evolución y las influencias a generaciones artísticas posteriores que tomaron su ideología para el desarrollo de otras técnicas vanguardistas.El recorrido inicia en los últimos días del siglo XIX cuando la imitación de la realidad era considerado el verdadero arte. Resaltan bodegones, desnudos femeninos, rostros de ambos sexos y paisajes muy frondosos.
Entre las obras más destacadas se encuentran:
- Estudio para mujer sentada en un sillón / Pablo Picasso (1913)
- Cabeza de mujer / Marie Laurencin (1913)
- Mujer sentada / Auguste Herbin (1913)
- Contrastes Simultáneos / Sonia Delaunay (1913)
- Naturaleza muerta portuguesa / Robert Delaunay (1916)
- Naturaleza muerta en relieve / Maria Blanchard (1916)
- Las naranjas / Diego Rivera (1917)
- Paysage (Caligrammes) Guillaume Apollinaire (1918)
- Vaso y Periódico / Georges Braque (1918)
- Composición / Henri Laurens (1918)
- El filósofo / Emilio Pettoruti (1918)
- Für / Kurt Schwitters (1920)
- Tazón, Vaso y Cuchara / Juan Gris (1924)

El mundo plástico del siglo XX quedó reducido a lo abstracto. Ese fue el movimiento que siguió a la generación cubista pero que recibió todas sus influencias. En la nueva estética lo importante era más minimalista: soporte, líneas y color eran la temática. No había intento alguno de imitación y mucho menos de forma semielaborada.
Entre los artistas destacamos a Marcel Duchamp con su obra en la que se aprecia en La Caja de una de tantas donde introdujo un total de 81 obras, entre instalaciones y pinturas, que sobresalen detrás de un cuadrado de vidrio que protege a la obra de arte. Produciendo más rupturas que iban desde la aprobación de la reproducción de la obra original y la introducción de la idea como postura definitiva en la apreciación de la pieza.Con el propósito de conservar la pieza el museo reprodujo todo lo que lleva por dentro en pequeñas fotos que pueden ser apreciadas por el visitante.

### Cerámica china
La colección de cerámica china es una de las más notables de América Latina y la única de carácter público en Venezuela. Esta colección data de 1950, cuando el museo adquiere dos grandes figuras de leones budista. El 15 de febrero de 1952 la institución recibe en donación la colección de Henrique Otero Vizcarrondo, constituida por un nutrido conjunto de porcelana china. En junio de 1954, los herederos de José Ramón Urbaneja donan la colección que lleva su nombre. Este grupo de cerámica está conformado de 295 piezas o conjuntos de piezas de porcelana heráldica china fabricadas en el siglo XVII por encargo de nobles familias europeas. Entre 1953 y 1958, Mercedes Moser dona figuras de bronce correspondientes a los ocho inmortales del taoísmo y un tapiz de seda budista. 

### Arte europeo
Dentro de la colección de arte europeo medieval se cuentan ejemplares de la pintura española desde el periodo gótico, elaborados mayormente en el siglo XV. La exhibición muestra dos retablos atribuidos a Ramon de Mur, Martín de Soria y el Maestro de Torralba. Del Siglo de Oro se encuentra una obra atribuida a Luis Tristán, mientras que la corriente del Romanticismo en ese país también se encuentra presente con retratos de Federico Madrazo. En la exhibición se pueden apreciar además algunos grabados hechos por Francisco de Goya pertenecientes a las series de Los caprichos, Los desastres de la guerra y Los disparates. 
La muestra de pintura francesa comprende el género de los retratos y la pintura de historia con Charles-André van Loo y Édouard Cibot. El simbolismo tiene su representante en Pierre Puvis de Chavannes, mientras que también se poseen obras de Jean-Paul Laurens, uno de los últimos exponentes del academicismo de ese país, así como de Armand Guillaumin y Henri Martin. En el posimpresionismo tiene su muestra en Henri de Toulouse-Lautrec.   
El arte italiano se manifiesta en obras del Quattrocento atribuidas a Zanobi Machiavelli y la existencia de otros retablos anónimos. El barroco tiene su exponente en Bernardo Strozzi, mientras que también se exhiben grabados de la serie Carceri d'invenzioni de Giovanni Battista Piranesi. También destaca la presencia de una obra producida por el taller de Canaletto, y también una de Michelangelo Cerquozzi. 
Por su parte, existe un profuso inventario de pintura flamenca, tanto del periodo renacentista como de artistas pertenecientes al llamado Siglo de Oro neerlandés. Entre ellos una atribución a Jan Swart van Groningen, obras Hendrick de Clerck, Jan Frans van Bloemen, una pintura compuesta por Frans Francken el Joven y Philips de Marlier, y otras pinturas atribuidas a Gerard van Honthorst, Isaack Luttichuys, Hieronymus Galle y Johannes Frederik Hulk. En la pintura de Alemania destaca Laurentius de Neter. 

### Arte hispanoamericano delsigloXX
La colección de pintura hispanoamericana del museo compuesta por 428 obras viene a desempeñar un papel importante en el reconocimiento de la identidad hipsanoamericana. Varios países hispanoamericanos y artistas nacionales son representados por sus máximos exponentes en la pintura, constituyendo el legado plástico que reafirma nuestra heterogeneidad cultural, así como, nuestra singularidad artística. Argentina, Guatemala y México, son algunos de los países que, desde esta parte del mundo, han asimilado y enriquecido los lenguajes plásticos universales. Entre las obras y los artistas podemos destacar a Fernando Botero, Wilfredo Lam, Roberto Matta, Rufino Tamayo o una obra de Diego Rivera, titulada Mujer con alcatraces.

## Galería de obras

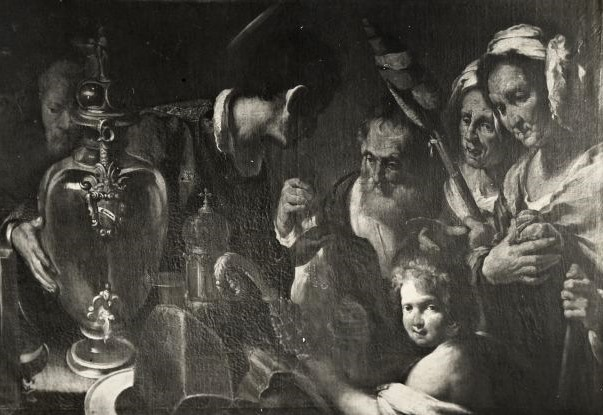
Elemosina di san Lorenzo (1620 a 1699), de Bernardo Strozzi
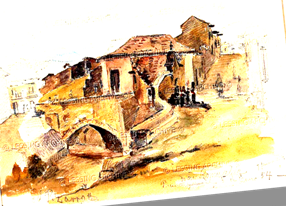
El Puente de Doña Romualda (1854), de Camille Pissarro
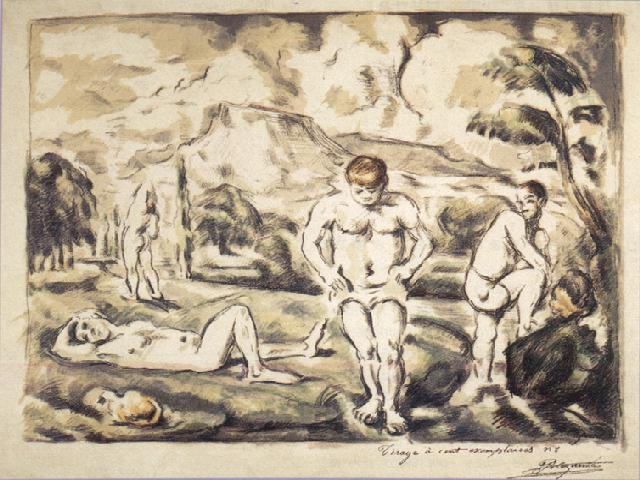
Bañistas desnudos, de Paul Cézanne
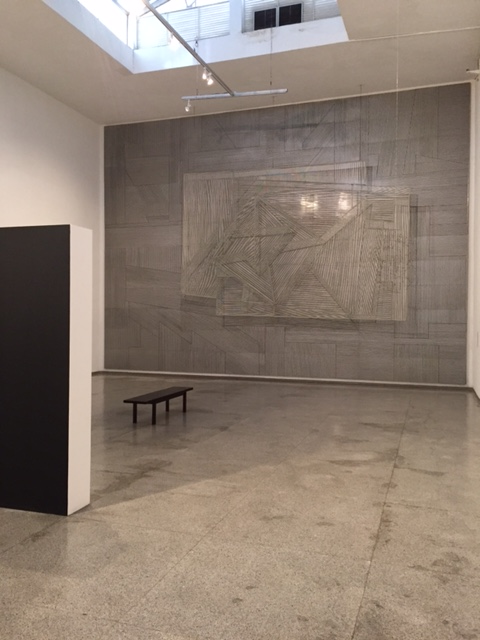
Mural de Bruselas (1958), de Jesús Soto
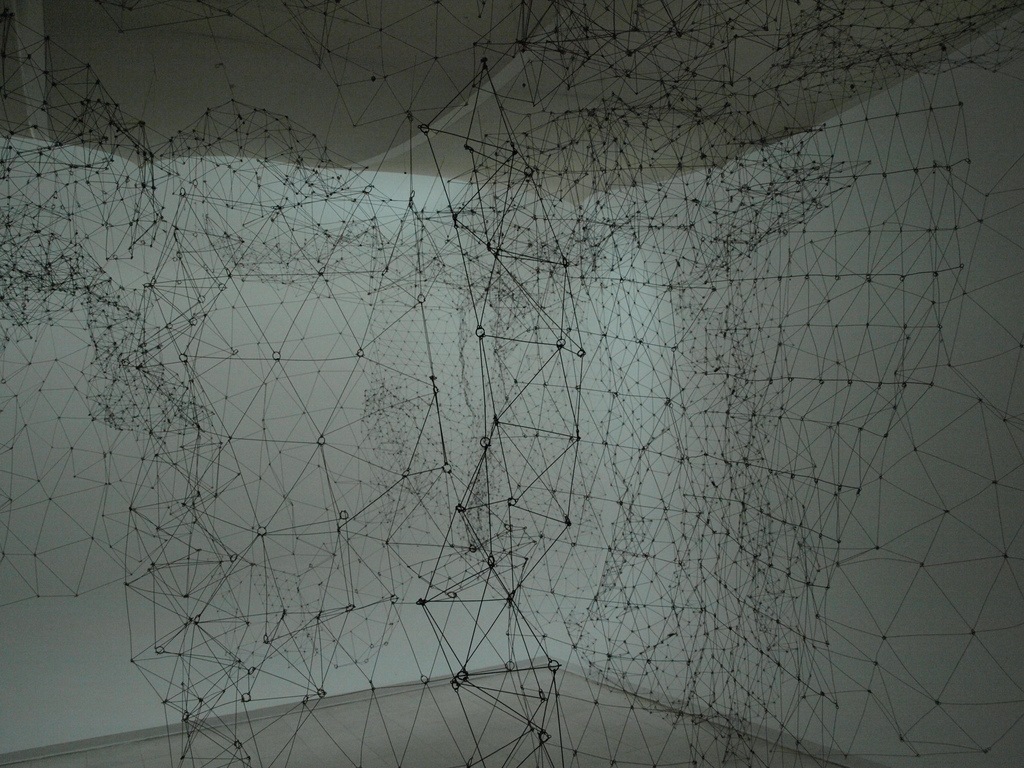
Reticulárea (1969), de Gego
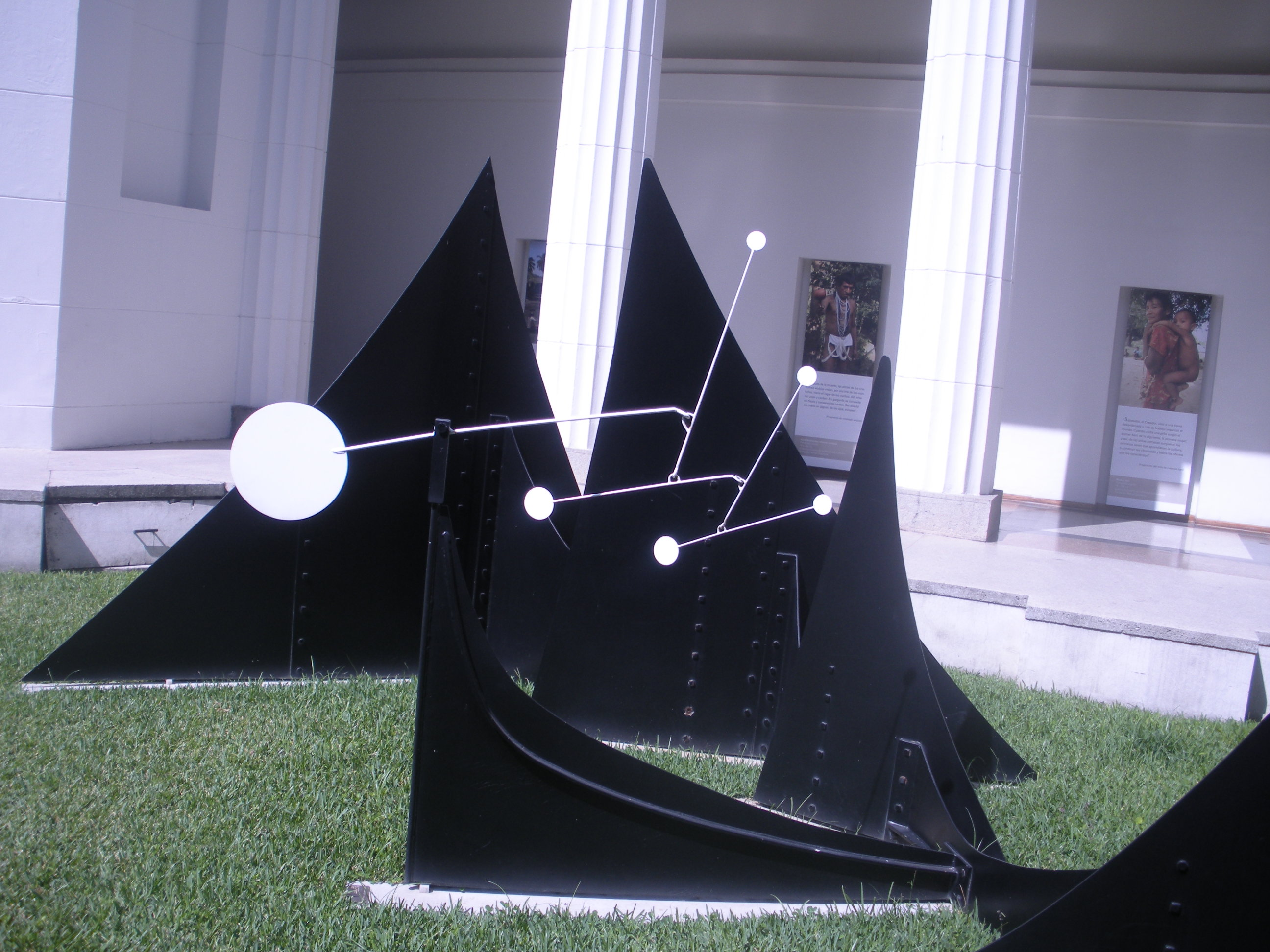
La ciudad (1960), de Alexander Calder